# Nyodes bryodes
Nyodes bryodes là một loài bướm đêm trong họ Noctuidae.